# Канфанар
Канфанар (на хърватски: Kanfanar, на италиански: Canfanaro) е община в Истрийска жупания, Хърватия. Според преброяването от 2011 г. има 1543 жители, почти изцяло хървати.
Канфанар се намира на кръстопътя на магистрали A8 и A9, както и на железопътната линия Дивача – Пула. В миналото оттук е имало разклонение до Ровин.